# Crișeni (okręg Sălaj)
Crișeni – wieś w Rumunii, w okręgu Sălaj, w gminie Crișeni. W 2011 roku liczyła 1403 mieszkańców.